# سيدتي أزياء (مجلة)
سيدتي أزياء، مجلة فصلية تختص بعالم الموضة والأزياء.

## محتوى المجلة
- يتألف من 208 صفحات تتناول كلّ ما يتعلق بموضة الأزياء والإكسسوارات والمجوهرات والساعات الموسميّة، بالإضافة إلى مقابلات مع مصمّمين محليّين وعالميّين.
- يغطي نشاطات أسابيع الموضة العالميّة: باريس، لندن، نيويورك، وميلانو، بالإضافة إلى الأسابيع المحليّة كأسبوع دبي...
- يعرض لما قدّمه المصمّمون العالميّون من مجموعات أزياء، خاصّة بالأزياء الجاهزة، وبالخياطة الراقية، بالإضافة إلى صفحات خاصّة بأناقة الرجل.
- يتضمّن تصويرات خاصّة بالأزياء الجاهزة والراقية والأكسسوارات التي تمّ تنفيذها حصريّاً لسيدتي في بيروت.
- يغطي نشاطات أهمّ معرضَين للساعات والمجوهرات في العالم: معرض جنيف ومعرض بازل.

## رؤساء تحرير مجلة سيدتي
حاليا يرأس تحرير المجلة منذ عام 2005 محمد فهد الحارثي.

### شركات المجموعة
- الشركة السعودية للأبحاث والنشر'
- الشركة السعودية للنشر المتخصص'
- الخليجية للإعلان والعلاقات العامة'
- الشركة العربية للوسائل'
- الشركة السعودية للطباعة والتغليف'
- الشركة السعودية للتوزيع'
- المدينة المنورة للطباعة والنشر'
- شركة مطابع هلا'

## وصلات خارجية
- موقع مجلة سيدتي أزياء